# Província de Ōsumi
Ōsumi (大隅国, Ōsumi no Kuni) foi uma antiga província do Japão na parte oriental da atual prefeitura de Kagoshima. Ōsumi fazia fronteira com as províncias de Hyūga e Satsuma.

Mapa das províncias japonesas (1868) com a província de Ōsumi em destaque

A antiga capital ficava perto da atual Kokubu. Durante os períodos Sengoku e Edo, Ōsumi foi controlada pelo clã Shimazu da vizinha Satsuma e não possuía um centro administrativo maior.
A região de Ōsumi desenvolveu o seu próprio dialeto. Embora Ōsumi seja parte da atual prefeitura de Kagoshima, seu dialeto era diferente do falado hoje na cidade de Kagoshima.  Há um notável orgulho cultural na poesia escrita nos dialetos de Ōsumi e Kagoshima.
O primeiro satélite japonês, Ōsumi, recebeu seu nome da província.

## Recorte histórico
No 3º mês do 6º ano da era Wadō (713), a terra de Ōsumi foi administrativamente separada da província de Hyūga.  No mesmo ano, o Daijō-kan da  Imperatriz Genmei fez diversas alterações no mapa provincial do Período Nara.
Em Wadō 6, Mimasaka foi separada de  Bizen e Tanba foi dividida de Tango.  Em Wadō 5 (712), Mutsu fora separada de Dewa.

## Leitura complementar
- Titsingh, Isaac, ed. (1834). [Siyun-sai Rin-siyo, 1652], Nipon o daï itsi ran; ou, Annales des empereurs du Japon, tr. par M. Isaac Titsingh avec l'aide de plusieurs interprètes attachés au comptoir hollandais de Nangasaki; ouvrage re., complété et cor. sur l'original japonais-chinois, accompagné de notes et précédé d'un Aperçu d'histoire mythologique du Japon, par M. J. Klaproth.  Paris: Oriental Translation Fund of Great Britain and Ireland.--Two copies of this rare book have now been made available online: (1) from the library of the University of Michigan, digitized January 30, 2007; and (2) from the library of Stanford University, digitized June 23, 2006.  Click here to read the original text in French.